# Às Favas com os Escrúpulos
Às Favas com os Escrúpulos é uma peça de teatro brasileira. Do gênero comédia, foi escrita por Juca de Oliveira e dirigida por Jô Soares.
Do elenco participaram Bibi Ferreira, Juca de Oliveira, Adriane Galisteu, Neusa Maria Faro e Daniel Warren.